# Aeródromo de Vilaframil

i7
i11
i13
Aeródromo de Vilaframil ist ein Flugplatz im Gemeindegebiet von Ribadeo an der Küste vom Golf von Biskaya in Galicien.
Der Flugplatz liegt rund vier Kilometer nordwestlich der Stadt Ribadeo und ist für die zivile Luftfahrt unter VFR-Bedingungen zugelassen.
Neben einem Hangar und einer Tankstelle befindet sich seit 2010 die Fertigungshalle des Flugzeugherstellers Construcciones Aeronáuticas de Galicia auf dem Flugplatzgelände. Betreiber ist der Club Aéreo de Ribadeo. Eigentümer ist die Stiftung Fundación Rafael Del Pino.

## Geschichte
Der private Flugplatz wurde vom spanischen Bauunternehmer Rafael del Pino in den 1960er-Jahren in der Nähe des Yachthafens erbaut, der dort neben seiner Segelyacht auch ein Haus hatte, in dem er schon als Jugendlicher gelebt hatte. Die ursprüngliche Startbahnlänge betrug 600 Meter; sie wurde später verlängert und asphaltiert. Rafael del Pino verpachtete den Flugplatz an den Aéreo-Club für eine geringe Gebühr von einer Pesete im Jahr, mit der Auflage, dass der Flugplatz gemeinnützig und kostenlos genutzt werden darf. Für die Nutzung des Flugplatzes werden keine Landegebühren erhoben.